# یواس‌اس اسپروستون (دی‌دی-۵۷۷)
یواس‌اس اسپروستون (دی‌دی-۵۷۷) (به انگلیسی: USS Sproston (DD-577)) یک کشتی بود که طول آن ۱۱۴٫۷ متر (۳۷۶ فوت) بود. این کشتی در سال ۱۹۴۲ ساخته شد.